# لویی دنفلد
لویی دنفلد (انگلیسی: Louis E. Denfeld; ۱۳ آوریل ۱۸۹۱ – ۲۸ مارس ۱۹۷۲) ادمیرال نیروی دریایی ایالات متحده آمریکا بود، که در فاصله سال‌های ۱۹۴۷ تا ۱۹۴۹ به‌عنوان یازدهمین فرمانده عملیات نیروی دریایی آمریکا فعالیت می‌کرد.
دنفلد فعالیت نظامی را از سال ۱۹۱۲ در نیروی دریایی آمریکا آغاز کرد، از ۱۹۱۹ تا ۱۹۲۳ فرماندهی یواس‌اس مک‌کال را برعهده داشت و از ۱۹۳۵ تا ۱۹۳۷ فرمانده لشکر ۱۱ ناوشکن بود. 
وی از ۱۹۳۹ تا ۱۹۴۱ به‌عنوان فرمانده اسکادران ۱ ناوشکن فعالیت می‌کرد، از ۱۹۴۴ تا ۱۹۴۶ فرمانده ناوگان اقیانوس آرام ایالات متحده بود و از ۱۹۴۶ تا ۱۹۴۷ فرماندهی اقیانوس هند-آرام ایالات متحده آمریکا را برعهده داشت.